# 推理漫画
- ミステリ > 推理漫画

推理漫画（すいりまんが）は、日本における漫画のジャンルの一つ。ミステリー（或いはサスペンス）を扱った作品を指す。ミステリー漫画（みすてりーまんが）、サスペンス漫画（さすぺんすまんが）、探偵漫画（たんていまんが）とも呼ばれる。

## 概要・特徴
漫画の場合は部屋や人物などの配置を絵で挿入し、現場で重要な証拠を背景の端に描くなどの映像の利点を生かしたトリックが可能である。
事件解明前の犯人が犯行を行う様子の描写は『金田一少年の事件簿』の作者(さとうふみや)が犯人を黒いシルエットで表現する手法を用いており、『名探偵コナン』でも採用されている。
知名度の高さと「いじりやすさ」から、シャーロック・ホームズのコミカライズや名前を借りたパロディやパスティーシュが多数存在する。
1980年代まではミステリを扱った漫画は少なかった。この頃、推理漫画が少なかったのには広義のミステリ分野であるホラー漫画ブームもあり、『ハロウィン』（朝日ソノラマ）、『サスペリア』（秋田書店）、『ホラーM』（ぶんか社）が受け皿となり、世紀が変わってブームが収まるとミステリ漫画誌に続々移って行き、ミステリを積極的にコミカライズした雑誌の先駆けといえる『Hiミステリー』（宙出版、1996年 - 2005年）、前述の『サスペリア』（後に『サスペリアミステリー』に改題、1987年 - 2012年）の他に『ミステリーDX』（角川書店、1992年 - 2003年）、『ミステリービィストリート』（幻冬舎、2002年 - 2003年）らが存在、いずれも休刊したがミステリ漫画誌のピークだった。短命だったこともあるがミステリ漫画誌が普及によりミステリ小説を漫画で楽しむことが定着した。

## 歴史

### 1950 - 1970年代
1956年創刊の月刊漫画雑誌『影』は「探偵ブツク」との副題でスリラーや推理短編が中心で、100ページ超えの長編が主だった貸本漫画の時代には革新的で同誌の大ヒットにより若木書房の『迷路』、セントラル出版の『街』、兎月書房の『摩天楼』、東京トップ社の『刑事』（デカ）のように推理ものが少なくない雑誌が続いて創刊された。人気が出たのは同時代には映画シリーズ『多羅尾伴内』や犯人当てが行われたラジオ番組『犯人は誰だ』、バラエティ番組『私だけが知っている』、テレビドラマ『日真名氏飛び出す』、『少年探偵団』のラジオドラマや映画シリーズの存在からくる探偵ブームが背景にあった。
漫画では楳図かずおの『少年探偵・岬一郎』、江波譲二の『トップ屋ジョー』、影丸譲也の『殺人課』、さいとう・たかをの『台風五郎』などが人気だった。1950年代から1960年代には貸本漫画だけでなく低年齢向け漫画誌でも探偵ものが量産され、謎解きがメインではないが本格的なミステリスタイルを広めた。
原作が小説のコミカライズでは、藤子不二雄Aの『怪人二十面相』（1959年 - 1960年、少年）や影丸穣也の『八つ墓村』（1968年 - 1969年、週刊少年マガジン）がある。後者は1970年代の角川文庫の横溝正史作品のリバイバルブームのきっかけになったが、探偵やスパイが主人公であるアクションのものが中心であった。
1969年には『八つ墓村』に触発されたとみられる作家陣(小栗虫太郎原作、手塚治虫、水木しげる、横山光輝、桑田次郎)によって『人外魔境』（少年キング）の連作や探偵キャラクターは量産されたが、謎解きメインの本格派とは別物で小説でよくある伏線張り、論理的、意外性のある解決によって面白くする推理ものは傍流だった。

### 1980年代
その後も横溝作品のコミカライズによってミステリ作品が漫画になることが定着した。複数の出版社にまたがって1984年から1985年にかけて刊行された講談社の漫画叢書であるコミックノベルスは推理小説の漫画作品で重要な位置にあるが、小説の漫画化という試みが実験段階止まりで十分なリソースを割けなかった叢書ともいえた。たがみよしひさの『NERVOUS BREAKDOWN』（月刊コミックNORA）のような例外もあったが、1980年代後半に推理小説では新本格のムーブメントが起こるも、漫画界までには届かなかった。
少年漫画誌より数年早くに少女漫画誌ではミステリ漫画の分野が進んでおり、松本洋子の『殺人よこんにちは』『ぬすまれた放課後』『ストロベリー探偵団』、『すくらんぶる同盟』(前者二作の原作は赤川次郎、いずれもなかよし)、森次矢尋の『高校生探偵北詰拓』(別冊花とゆめ)、川原泉の『ゲートボール殺人事件』(花とゆめ)、くぼた尚子の『探偵日記』(LaLa)、藤田あつ子の『煌如星シリーズ』(ミステリーボニータ)が連載。

### 1990年代
1990年代も別冊花とゆめでは神谷悠の『京&一平シリーズ』、杜野亜希の『神林&キリカシリーズ』の2人の作品は好評を得て間口の広いエンタテイメントスタイルを確立した。
そして1992年に週刊少年マガジンの『金田一少年の事件簿』の登場が波紋、反響を呼ぶ。クローズドサークルを舞台に怪しげな人物たちの前で不可能犯罪が続く中、頭脳明晰な少年が奇怪な怪人名を持つ真犯人とトリックを暴くというく古典的なスタイルで、ミステリファンと少年漫画ファンのニーズに答え、古典ミステリから謎解きの楽しさを取り出した画期的な作品だった。解答編前の「読者への挑戦状」という本格ミステリの要素を懸賞形式で真相当てクイズというスタイルで導入し、読者の興味をかきたてた。この作品の成功を受けて1994年に週刊少年サンデーでは『名探偵コナン』の連載を開始し、ヒットとなる。1990年代の推理漫画の中で特に水準の高い作品は、『金田一少年の事件簿』『名探偵コナン』『Q.E.D. 証明終了』であるとされている。
他の少年漫画誌でも写楽麿原作、小畑健作画の『人形草紙あやつり左近』、月島薫の『心理捜査官 草薙葵』、しんがぎんの『少年探偵Q』（いずれも週刊少年ジャンプ）や小川浩司の『明智将之介探偵社』（月刊少年ジャンプ）、三浦とりのの『探偵ボーズ21休さん』（週刊少年チャンピオン)を連載していたが、金田一少年やコナンに匹敵する程ではなかった。
同年代にミステリを題材とした漫画が増えたせいか、ミステリ自体を漫画でネタにするいしいひさいちの『コミカル・ミステリー・ツアー』、ゆうきまさみの『土曜ワイド殺人事件』のような作品が登場した。またミステリ漫画の受け皿として麻雀漫画が存在を発揮、近代麻雀オリジナルに掲載された青山広美の連作『九蓮宝殺人事件』『大三元殺人事件』『大四喜殺人事件』『国士無双殺人事件』があり、福井健太は麻雀漫画は自由度は高いがゲームを扱った膨大な作品群に本格ミステリのセクションが生じたのは自然なことだったとしている。
1990年代から2000年代にも女性漫画家が多数の横溝作品を漫画化していた(1990年から2004年までにJETが漫画化した他、1991年、92年にたまいまきこが『悪霊島』『女王蜂』『檻の中の女』を描いている)。

### 2000年代
影丸穣也のアシスタント出身の長尾文子も2001年から2006年まで横溝作品を複数漫画化した。リバイバルブームのきっかけからしても横溝作品は漫画化しやすい題材だった。
大場つぐみ原作、小畑健作画の『DEATH NOTE』（2003年 - 2006年、週刊少年ジャンプ）は犯人である主人公と探偵の推理合戦、犯罪者の粛正という社会派要素、死神などのファンタジー設定、小畑の高い画力が合わさってヒットとなった。

### 2010年代以降
2010年代になると薀蓄を取り入れる方法として「専門家探偵」が定着した。冷蔵庫を見て人の性格や環境を分析する遠藤彩見原作、佐藤いづみ漫画の『冷蔵庫探偵』（2010 - 2011年、月刊コミックゼノン）、家電サービスマンが真相に迫る藤見泰高原作、岩澤紫麗作画の『家電探偵は静かに嗤う。』（2011年 - 2013年、チャンピオンRED）、天才的な数学の素養を持つ少女が事件解決する中川真脚本、風狸けん作画の『和算に恋した少女』（2011年 - 2014年、ビッグコミック増刊号→ビックコミック）、高校生ながら動物園の園長で豊富な動物の知識持つ少女のユーモアミステリである宮崎克原作、左藤圭右作画の『動物探偵まどかの推理日誌』（2013年 - 2014年、月刊少年ライバル）、観相の達人が心理学と観察力で犯罪や日常の謎を見破る宮崎克原作、青木朋作画の『月は囁く』(ビッグコミックオリジナル)などがある。

## 作品
以下は発表順。漫画以外の媒体を原作としている作品（コミカライズ）は省略する。※は掲載誌が幾度も変わっている漫画である。

### 推理を主題とする作品
- 草壁署迷宮課おみやさん（ビッグコミック、1981年 - 1983年）
- 亜雅沙の事件ファイルシリーズ（別冊マーガレット、1986年 - 1988年）
- NERVOUS BREAKDOWN（月刊コミックNORA、1989年 - 1997年）
- 金田一少年の事件簿→金田一37歳の事件簿（週刊少年マガジン→イブニング、1992年 - 2001年、2004年 - 2017年、2018年 - ）
- 名探偵コナン（週刊少年サンデー、1994年 - ）
- ぼくらの推理ノートシリーズ（月刊少年ギャグ王、1994年 - 1999年）
- 人形草紙あやつり左近（週刊少年ジャンプ、1995年 - 1996年）
- 秘密警察ホームズ（月刊コロコロコミック、1996年- 1999年）
- 心理捜査官 草薙葵（週刊少年ジャンプ、1996年 - 1997年）
- 探偵ボーズ21休さん（週刊少年チャンピオン、1997年 - 1998年）
- Q.E.D. 証明終了シリーズ（1997年 - ）※
- 少年探偵Q（週刊少年ジャンプ、1998年）
- ぼくは少年探偵ダン♪♪（週刊少年ジャンプ、1998年 - 1999年）
- 探偵レボリューション（りぼん、1999年 - 2005年）
- 探偵学園Q（週刊少年マガジン、2001年 - 2005年、2007年短期連載）
- ミステリー民俗学者 八雲樹（週刊ヤングジャンプ、2002年 - 2004年）※
- リモート（週刊ヤングマガジン、2002年 - 2004年）
- C.M.B. 森羅博物館の事件目録（月刊少年マガジン、2005年  - 2020年）
- 火災調査官ナナセ（週刊コミックバンチ、2005年 - 2007年）
- 推理の星くん（月刊コロコロコミック、2005年 - 2008年）
- ミステリと言う勿れ（月刊フラワーズ、2017年 - ）
- 鴨乃橋ロンの禁断推理（少年ジャンプ+、2020年 - ）

### 推理以外の要素も強い作品
- 夢幻紳士（1981年 - 1987年）※
- パズルゲーム☆はいすくーるシリーズ（花とゆめ、ミステリーボニータ等、1984年 - 2020年）※
- 鎌倉ものがたり（漫画アクション→まんがタウン、1984年 - ）
- すくらんぶる同盟（なかよし、1988年 - 1992年）
- 土曜ワイド殺人事件シリーズ（1995年 - 2004年）※
- パタリロ!（1978年 - ）※
- サイコメトラーEIJI（週刊少年マガジン、1996年 - 2000年）※
- 魔探偵ロキ（月刊コミックブレイド、1999年 - 2004年）
- スパイラル 〜推理の絆〜（月刊少年ガンガン、1999年 - 2005年）
- なんてっ探偵♥アイドル（週刊ヤングサンデー、2000年 - 2004年）
- 喰いタン（イブニング、2002年 - 2009年）※
- きらきら☆迷宮（ちゃお、2000年 - 2001年）
- 十二宮でつかまえて（なかよし、2001年 - 2003年）
- スパイラル・アライヴ（2001年 - 2008年）※
- 探偵犬シャードック（週刊少年マガジン、2011年 - 2012年）
- 名探偵マーニー（週刊少年チャンピオン、2012年 － 2014年）
- MAO（週刊少年サンデー、2019年 - ）

### 他の要素が強く推理が主題ではない作品
バカミス、犯罪漫画、SF漫画、ファンタジー漫画などの要素も強い作品も含む。
- ハロー張りネズミ（週刊ヤングマガジン、1980年 – 1989年）
- CLAMP学園探偵団（月刊Asuka、1992年 – 1993年）
- 多重人格探偵サイコ（1997年 - 2016年）※
- 虹色仮面（FEEL YOUNG、1998年 - 2001年）
- 少女探偵 金田はじめの事件簿（ウルトラジャンプ、1999年 - 2000年）
- ああ探偵事務所（ヤングアニマル、2002年 - 2008年）
- 魔人探偵脳噛ネウロ（週刊少年ジャンプ、2005年 - 2009年）
- シバトラ（週刊少年マガジン、2006年 – 2009年）
- SKET DANCE（週刊少年ジャンプ、2007年 - 2013年）
- よんでますよ、アザゼルさん（イブニング、2007年 - 2019年）
- デカワンコ（YOU、2008年 - 中断）
- ARISA（なかよし、2009年 - 2012年）
- 今際の国のアリス（週刊少年サンデー超(週刊少年サンデーS)、2010年 - 2015年）
- 今際の路のアリス（月刊サンデーGX、2015年 - 2018年）